# Cham Wings Airlines
Cham Wings Airlines (араб. أجنحة الشام للطيران, раніше — англ. Sham Wing Airlines) — приватна сирійська авіакомпанія зі штаб-квартирою в Дамаску, заснована в 2007 році.
Діючі напрямки польотів: Сирія, Ліван, Кувейт, Ірак, Оман, Катар, ОАЕ, Туреччина (Стамбул, Ізмір, Адана).
Закриті напрямки: Бельгія, Швеція, Саудівська Аравія, Єгипет, Туреччина (Анталія).
Компанія від 2016 року перебуває під санкціями США через доставку в Сирію проасадівських бойовиків і допомогу сирійській розвідці в транспортуванні зброї. Авіакомпанія перевозила вагнерівців із Росії до Сирії. Частину літаків Cham Wings Airlines придбала за посередництвом зареєстрованих в Україні компаній Хорс і ДАРТ, через що останні 2017 року також були включені до санкційних списків США. Навесні 2018 року агентство Ройтерз провело розслідування і довело, що компанія також таємно перевозить найманців ПВК Вагнера з Ростова-на-Дону до Дамаска і Латакії. На сайті компанії інформація про ці рейси відсутня.
Парк повітряних суден авіакомпанії включає станом на вересень 2015 року:
У кінці 2018 року компанія запустила регулярні рейси до Москви. Флот зріс до 4 літаків Airbus A320.
Із 2021 року авіакомпанія перебуває під українськими санціями, оскільки літала до Криму.

## Міграційна криза
У 2021 році компанія перевозила мігрантів до Мінська, таким чином допомагаючи у створенні кризи на кордоні Польщі із Білоруссю.
25 жовтня 2021 року компанія оголосила, що чартерні рейси до Мінська стали регулярними (літак щоденно вилітав із Дамаску о 6-10 до Мінська і повертався о 17-30 до Дамаску). Такими рейсами із вересня перевозили мігрантів до Білорусі.
13 листопада 2021 року після рішення ЄС ввести проти Білорусі та авіакомпаній, які перевозять мігрантів до Білорусі, санкцій компанія призупинила рейси до Мінська.
2 грудня 2021 року Cham Wings Airlines потрапила до чорного списку Європейського Союзу у зв'язку з міграційною кризою. 20 грудня Швейцарія додала компанію до свого санкційного списку. 22 грудня до відповідного пакету санкцій ЄС приєдналися Албанія, Ісландія, Ліхтенштейн, Норвегія, Північна Македонія, Сербія та Чорногорія.
Європейські санкції було знято у липні 2022 року.